# Demokratisk-republikanske parti
Det Republikanske Parti – retrospektivt opkaldt Det Demokratisk-Republikanske Parti (et navn opfundet af historikere og politiske forskere) – og blandt andet også omtalt som Jeffersonian Republikanske Parti, var et amerikansk politisk parti grundlagt af Thomas Jefferson og James Madison i begyndelsen af 1790'erne. Det var det ene af de to ledende partier i USA (det andet var Føderalistpartiet) i den første del af USA's historie frem til 1824. Partiet var fortaler af republikanisme, individuel frihed, lige rettigheder, decentralisering, frie markeder, frihandel, agrarisme og sympatiserede med den Franske Revolution. Partiet blev stadig mere dominerende efter valgsejren ved præsidentvalget i 1800, og i takt med at Føderalistpartiet kollapsede. 
Partiet blev oprindelig kaldt "Det republikanske parti", men modstanderne brugte navnet "Det demokratisk-republikanske parti" i et forsøg på at koble det til massakrerne under Den Franske Revolution.[kilde mangler] Historikere bruger ofte den sidste betegnelse for at adskille det fra dagens Republikanske parti. Medlemmerne blev betegnet som "Republikanere" eller "Jeffersonske republikanere".
Partiet blev primært dannet for at modarbejde Føderalistpartiets økonomi- og udenrigspolitik, hvor partiet blandt andet gik ind for at holde et godt forhold til Frankrig. Partiet gik desuden ind for en streng tolkning af forfatningen, med størst mulig selvstyre for delstaterne og beskyttelse af den "frie bonde" overfor kapitalkræfterne.
Frem til nederlaget i den britisk-amerikanske krig i 1812 gik partiet imod føderalistenes politik med hensyn til skatter, udviklingen af en marine og andre militærudgifter, statsgæld og etablering af en føderal statsbank, men efter 1812 blev partiet delt i disse spørgsmål, med Jefferson og Madison som ledere af hver sin fløj. Efter at Føderalistpartiet blev splittet i 1815, sluttede store dele fra dette parti sig til Madisons fløj.
I sin 32-årige historie fik partiet valgt tre af sine medlemmer som præsidenter:
- Thomas Jefferson (valgt i 1800 og 1804)
- James Madison (valgt i 1808 og 1812)
- James Monroe (valgt i 1816 og 1820)

Partiet dominerede USAs Kongres og de fleste delstaters forsamlinger, men stod svagest i New England. William H. Crawford, der tabte præsidentvalget i 1824, var sidste præsidentkandidat fra partiet. Allerede der var partiet i opløsning i en række fraktioner, blandt andet en ledet af Andrew Jackson, der udviklede sig til nutidens demokratiske parti. En anden fraktion, ledet af Henry Clay og John Quincy Adams førte til Det nationalrepublikanske parti og senere Whig Party.

## Liste over præsidenter
| # | Præsident                    | Portræt | Tiltrædelse   | Afgang        |
| - | ---------------------------- | ------- | ------------- | ------------- |
| 3 | Thomas Jefferson (1743–1826) |         | 4. marts 1801 | 4. marts 1809 |
| 4 | James Madison (1751–1836)    |         | 4. marts 1809 | 4. marts 1817 |
| 5 | James Monroe (1758–1831)     |         | 4. marts 1817 | 4. marts 1825 |